# Вербове (Запорізький район)
Вербо́ве — село в Україні, у Петро-Михайлівській сільській громаді Запорізького району Запорізької області. До 2017 року орган місцевого самоврядування — Гнаровська сільська рада. Населення складає 394 особи (станом на 1 січня 2007 року).

## Географія
Село Вербове розташоване за 35 км від обласного центру, 25 км від міста Вільнянська та 5 км від центру сільської громади. Найближчі сусідні села: Олександрівське, Великодубове та Тернівка (близько 1 км). Селом тече пересихаючий струмок із загатою. Поруч пролягає автошлях міжнародного значення М18E105. Площа села — 71 га, налічується 154 домогосподарств.
Найближча залізнична станція — Вільнянськ (за 25 км).

## Населення

### Мова
Розподіл населення за рідною мовою за даними перепису 2001 року:
| Мова       | Кількість | Відсоток |
| ---------- | --------- | -------- |
| українська | 302       | 68.95%   |
| російська  | 136       | 31.05%   |
| Усього     | 438       | 100%     |

## Історія
Село засноване як невеликий хутір у 1926 році під первинною назвою Жовтневе. Назву село отримало від окупаційної комуністичної влади, на честь Жовтневого перевороту.
У 1932—1933 роках селяни пережили голодомор в Україні[джерело?].
З 24 серпня 1991 року село у складі незалежної України.
У листопаді 2015 року село було внесено до переліку населених пунктів, які підлягали до перейменування на виконання Закону України «Про засудження комуністичного та націонал-соціалістичного (нацистського) тоталітарних режимів в Україні та заборону пропаганди їхньої символіки».
19 травня 2016 року село  Жовтневе Постановою Верховної Ради України перейменоване у Вербове.
1 червня 2016 року голова Верховної Ради України підписав постанову № 4085 «Про перейменування окремих населених пунктів та районів», де зазначено про перейменування села Жовтневе Вільнянського району на село Вербове.
8 серпня 2017 року, в ході децентралізації, село увійшло до складу Петро-Михайлівської сільської громади Вільнянського району.
19 липня 2020 року, в результаті адміністративно-територіальної реформи та ліквідації Вільнянського району, село увійшло до складу Запорізького району.

## Об'єкт соціальної сфери
- Будинок культури.

## Екологія
- За 2 км від села розташоване звалище ЗТМК.